# Юй Ян (бадминтонистка)
Юй Ян (кит. упр. 于洋, пиньинь Yú Yáng, 7 апреля 1986) — китайская бадминтонистка, чемпионка мира и олимпийских игр.

## Биография
Юй Ян родилась в 1986 году в Хайчэне провинции Ляонин. В 1995 году поступила в местную спортшколу, в 1998 году — в провинциальный институт физкультуры. В 2001 году вошла в сборную провинции Ляонин, и в том же году попала в национальную сборную.
На Олимпийских играх 2008 года Юй Ян в паре с Ду Цзин завоевала золотую медаль среди женских пар, а в паре с Хэ Ханьбинем — бронзовую медаль среди смешанных пар. На Олимпийских играх 2012 года Юй Ян и Ван Сяоли были сняты с соревнований по подозрению в договорных матчах.